# Балтимор (бронепалубен крайцер, 1888)
Балтимор (на английски: USS Baltimore, C-3) е бронепалубен крайцер на ВМС на САЩ.

## Проектиране
Конструкцията на крайцера е с основа проект на британската фирма Armstrong Whitworth („Армстронг“), създаден от нея за участие в конкурс за построяване на бронепалубен крайцер за испанския флот. След като губи конкурса, сър Хенри Армстронг продава чертежите на американския флот. Според основните си характеристики проекта е типичен „елсуикски крайцер“, които тип кораби в сериозни бройки се строят от „Армстронг“ за експорт.

## Конструкция

### Корпус
За разлика от своя прототип „Есмералда“, „Балтимор“ има корпус с високи бордове, полубак и полуют, които осигуряват достатъчно прилична, за неговата водоизместимост, мореходност. Както и останалите „елсуикски крайцери“, той няма ветрилно стъкмяване.

### Въоръжение
Главният калибър на крайцера се състои от четири 203 mm оръдия Mark 3, разработени през 1889 г. Дължината на ствола достига 35 калибра, а масата на оръдието е 13 336 kg. Бронебойният снаряд тежи 118 kg и лети с начална скорост от 640 m/s и е с далечина на стрелбата до 14 630 m, при ъгъл на възвишение 20°. Скорострелността се колебае от 0,5 до 0,8 изстрела в минута. Оръдията са поставени в спонсони на полубака и полуюта.
Вторият калибър е представен от 152 mm оръдия Mark I модел 1883 г. с дължина на ствола от 30 калибра. Масата на оръдието е 4994 kg, то изстрелва бронебойни снаряди с тегло 47,7 kg с начална скорост 594 m/s. Далечината на стрелба при ъгъл на възвишение 15,3° достига 8230 m. Скорострелността им е 1,5 изстрела в минута. Всички оръдия са бордови спонсони.
Останалата артилерия е от маломощни оръдия калибри 57 mm и 37 mm. Последните могат да изстрелват до 25 снаряда в минута.

## Оценка на проекта
„Балтимор“ е оценяван от историците на флота като най-добрия американски крайцер, построен през 1880-те години. Несъмнено, за това значителна роля има неговия британски произход.

## Коментари
1. ↑  Всички характеристики са приведени според Ненахов Ю. Ю. Указ. Соч. С. 213 – 214.
2. ↑  Префиксът „USS“ е от на английски: United States Ship (Кораб на Съединените щати).
3. ↑  Буквите показват принадлежността на кораба към съответен клас: ВВ – линкор, СС, CL, СА – съответно линеен, лек или тежък крайцер, CV – самолетоносач, DD – разрушител, SS – подводница и т.н.